# Дубровские
Дубровские — древние дворянские роды.
Фамилия Дубровских разделилась на две ветви, имеющих два различных герба.
1. Потомки Дубровских, жалованных поместьями (1598).
2. Потомки Дубровских, Лаврентий, Тимофей и Иван Дубровский записаны в детях дворянских и вёрстаны поместным окладом (1680). Потомки Лаврентия Дубровского поступили в однодворцы при Петре I, но один из них, Иван Дубровский, службою возвратил себе и потомкам своим дворянское достоинство, в коем и утверждён указом императора Александра I (21 июня 1803)[1].

Род внесён в VI часть дворянской родословной книги Московской губернии.
Три рода Дубровских восходят ко 2-й половине XVII века и внесены в VI часть родословных книг Вологодской, Курской и Новгородской губерний.
Остальные 10 родов Дубровских позднейшего происхождения.

## История рода
Гридя и Иван Дементьевичи (Демеховы) владели поместьями в Деревской пятине в XV веке.
Сапун Юрьевич поручился по князю Серебряному (1565). Казарин Юрьевич Дубровский, думный дьяк и печатник, казнён Иваном Грозным (1567) с тремя сыновьями, двумя внуками и тремя внучками. Иван Дубровский владел поместьем в Тульском уезде (1587). Климентий Богдан Дубровский († 1662) был казначеем царским и думным дворянином.

## Описание гербов

#### Герб. Часть V. № 58.
В щите, имеющем красном поле, изображена дева в белом одеянии, с распущенными волосами и в золотой короне, трубящая в две золотые трубы на обе стороны.
Щит увенчан обыкновенным дворянскими шлемом и дворянской на нём короной. В нашлемнике видна подобная же выходящая дева между двух золотых труб, за которые она держится. Намёт на щите красный, подложенный серебром.

#### Герб. Часть VII. № 135.
Герб потомства Лаврентия Дубровского: щит разделен на четыре части, из которых в первой части в чёрном поле означена серебряная восьмиугольная звезда. Во второй части в серебряном поле горизонтально положен ржаной сноп. В третьей части в золотом поле изображен вид дубравы, а в четвёртой части в красном поле серебряная шпага остроконечием вниз. Щит увенчан дворянским шлемом и короной с пятью павлиновыми перьями, на середине которых означена золотая шестиугольная звезда. Намёт на щите чёрный и золотой, подложенный серебром и зелёным.

## Известные представители
- Дубровский Иван Иванович — упомянут в колыванском походе (1540), стрелецкий голова и помещик Шелонской пятины.
- Дубровский Иван Васильевич — воевода в казанском походе (1544).
- Дубровский Богдан Минич — думный дворянин, царский казначей, при царях Михаиле Федоровиче и Алексее Михайловиче (ум. 1661).
- Дубровский Илья — дьяк, воевода в Устюжне-Железопольской (1614—1617). (два раза), в Старой-Русе (1617—1619).
- Дубровский Гаврила Артемьевич — воевода в Опочке (1619—1620).
- Дубровский Яким Симонович — описывал земли в Устюжском уезде (1614), воевода в Устюжне-Железопольской (1620).
- Дубровский Богдан Нежданович — московский дворянин (1627—1636), казначей (1640).
- Дубровский Афанасий Иванович — воевода в Порхове (1627—1628).
- Дубровский Тимофей Богданович — стольник (1636—1640).
- Дубровский Яков Иванович — московский дворянин (1627—1640), воевода в Каргополе (1644—1647).
- Дубровский Яков Богданович — дворянин посольства в Швецию (1646).
- Дубровский Алексей Богданович — стольник царя Алексея Михайловича (1640—1658).
- Дубровский Исай Иванович — воевода в Острове (1667).
- Дубровские: Пётр, Семён, Яков, Иван и Андрей Ивановичи, Алексей Мартынович — московские дворяне (1677—1692).
- Дубровский Пётр Иванович — воевода в Кузнецке (1680).
- Дубровский Пётр Иванович — московский дворянин (1676—1692), воевода в Каргополе (1663), Кузнецке (1681—1683).
- Дубровский Фёдор Петрович — стольник Петра I (1678—1692), замешан в деле царевича Алексея Петровича[5][6][7][1][3].
- Дубровский Пётр Петрович (1754—1816) — российский коллекционер и библиофил.
- Дубровский Василий Иванович (р. 1868) — военачальник Русской Императорской Армии и Азербайджанской Демократической Республики, генерал-майор.
- Дубровская Аглая Сергеевна (2003)
- Дубровская Ирина Викторовна (1969)